# Marija Reka
Marija Reka je naselje v Občini Prebold. Prebivalci se ukvarjajo pretežno s kmetijstvom. Naselje se razprostira na pobočju Reške planine in Mrzlice. Po dolini poteka regionalna cesta II. reda številka 427, ki povezuje Savinjsko dolino s Trbovljami.